# (3540) Протесилай
(3540) Протесилай (др.-греч. Πρωτεσίλαος) — типичный троянский астероид Юпитера, движущийся в точке Лагранжа L4, в 60° впереди планеты. Астероид был открыт 27 октября 1973 года немецким астрономом Фраймутом Бёрнгеном в обсерватории Таутенбурга и назван в честь Протесилая, участника Троянской войны.

Орбита астероида Протесилай и его положение в Солнечной системе
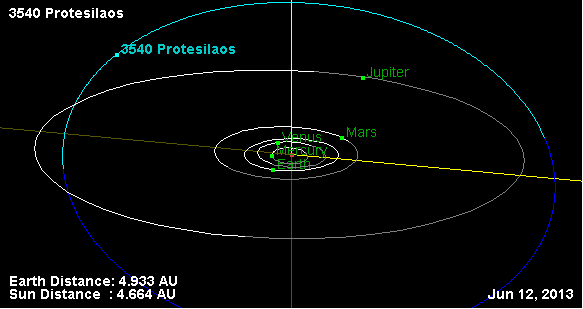
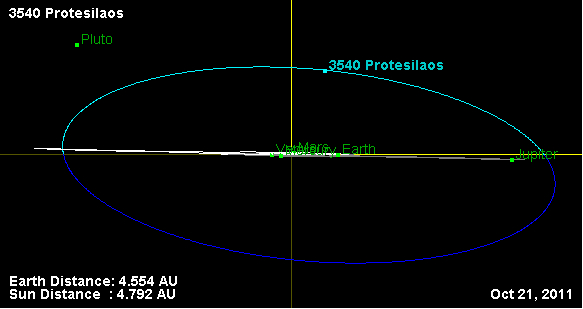